# Janov (Slovacchia)
Janov (in ungherese Janó) è un comune della Slovacchia facente parte del distretto di Prešov, nella regione omonima.